# Pasturo
Pasturo är en ort och kommun i provinsen Lecco i regionen Lombardiet i Italien. Kommunen hade 1 986 invånare (2018).